# 필리핀군
필리핀군(Armed Forces of the Philippines, AFP, 필리핀어: Sandatahang Lakas ng Pilipinas)은 필리핀의 군대이다. 이는 필리핀 육군, 필리핀 공군, 필리핀 해군(해병대 포함) 등 세 가지 주요 복무 지점으로 구성된다. 필리핀의 대통령은 AFP의 총사령관이 되며, 군사정책을 수행하는 주요 기관인 행정부인 국방부와 군사정책을 수립한다. 필리핀군은 AFP의 총사령관이자 최고위 장교를 맡고 있다.
1935년 국방법에 따라 설립된 AFP는 필리핀 혁명군에 뿌리를 두고 있지만 필리핀 역사에서 중요한 역할을 담당해 왔다. AFP는 또한 필리핀 공산당(CPP) 및 산하 조직, 신인민군(NPA), 필리핀 민족민주전선(NDF)에 대한 반란 진압, 작전 수행 등 민다나오 지역의 이슬람 테러리스트들을 상대로 다양한 갈등에 참여해 왔다. AFP는 또한 유엔에 대한 기여의 일환으로 전 세계의 다양한 평화 유지 활동에 참여해 왔다. 현재 군 복무는 전적으로 자발적이다.
2020년대에 활동하는 공산주의 반군과 지하드 단체의 수가 감소함에 따라 AFP는 주 관심 대상을 반란 및 지역 테러와 같은 내부 위협을 처리하는 것에서 외부 위협으로부터 필리핀 영토를 방어하는 것으로 전환하고 있다.

## 수뇌부
- 통수권자: 봉봉 마르코스 대통령
- 국방부 장관: 질베르토 테오도로
- 합동참모의장: 대장 로미오 브라우너 주니어
- 육군사령관: 중장 로이 M. 갈리도
- 해군사령관: 중장 토리비오 아다치 주니어
- 공군사령관: 중장 스티븐 파레뇨

## 역사
식민지 이전의 필리핀은 바랑가이 제도 하에서 지역 민병대 그룹을 유지했다. 역사자료에 따르면, 이 그룹들은 지역 사회의 질서를 유지하는 것 외에도 방어 부대로도 활동했다. 이슬람이 도래하면서 민다나오 지역의 술탄국들이 무슬림의 지배하에 있는 방어 부대 시스템은 이 지역의 다른 기존 술탄국들을 반영하게 되었다. 술탄을 섬기는 이 지역 전사들은 또한 그가 임명한 자격을 갖춘 남성 시민들에게도 책임이 있었다.

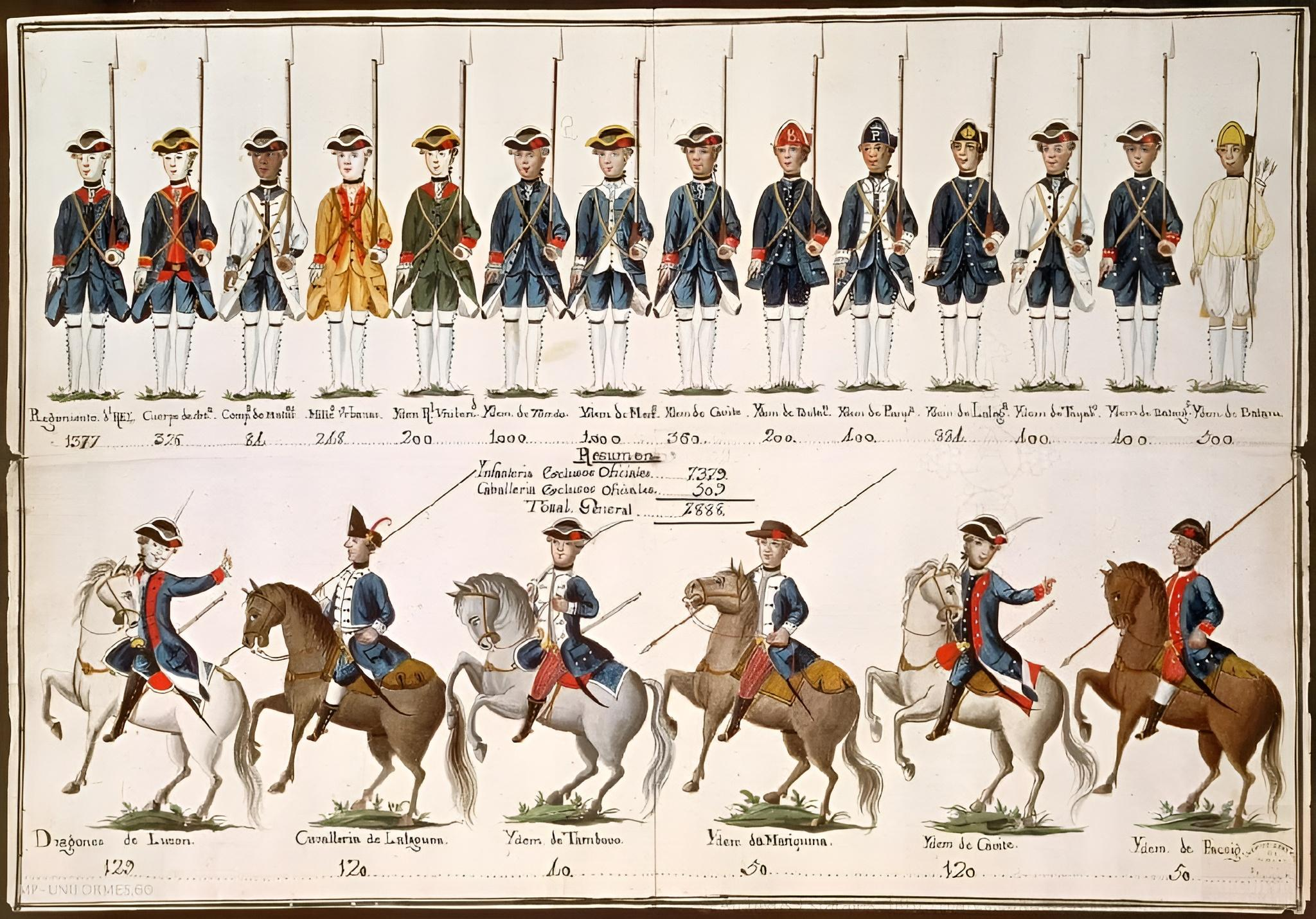
필리핀 보병 부대, 기병대 및 기병대의 20가지 유니폼 디자인. 1780년.

스페인 식민지 시대 동안 스페인 육군은 이 땅의 군도 방어와 일반 질서를 담당했으며, 스페인 해군은 해상에서 해양 치안을 수행하고 육군에 해군 물류를 제공했다. 과르디아 시민군은 경찰 임무를 수행하며 마을과 마을의 공공 질서를 유지했다. 스페인 식민지 시대 초기에는 대부분의 군대 편성이 원주민 보조군의 지원을 받는 정복자들로 구성되었다. 18세기와 19세기에 이르러 라인 보병 및 기병 부대는 스페인과 필리핀 출신의 혼합 병력과 필리핀 출신 자원봉사자들로 구성된 자원 대대로 구성되었으며, 19세기 후반에는 필리핀의 기존 부대를 증강하기 위해 다른 식민지 부대도 창설되었다. 군도에 있는 거의 모든 스페인 군대 편성은 17세기에서 19세기 사이의 지역 종교 봉기에 참여했으며, 1896년 필리핀 혁명에서는 혁명군에 맞서 싸웠다. 혁명이 절정에 달했을 때, 스페인 육군, 과르디아 시민군, 해군의 일부 필리핀인과 소수의 스페인인들이 필리핀 혁명군으로 망명했다.
1898년 파리 조약에서 스페인이 필리핀을 점령하면서 새로 선포된 동남아시아 공화국의 독립은 심각한 위험에 처했다. 미군이 이미 다른 섬에 상륙하여 마을과 마을을 점령한 상황에서 혁명가들은 필사적으로 싸우고 있었다. 미국은 1901년 필리핀 전투원들이 이끄는 필리핀 경찰대를 창설하고 나중에 포로로 잡힌 아기날도 장군에게 불리하게 작용했다.
1902년 4월 9일, 글로리아 마카파갈 아로요 필리핀 대통령은 미겔 말바르 장군의 항복으로 필리핀-미국 전쟁이 1902년 4월 16일에 끝났음을 선언했다.
미국이 필리핀에서 통치를 시작한 이래로, 미국 육군은 육지에서, 미 해군은 바다에서 필리핀을 위한 별도의 방어 부대를 요구하는 1935년 국방법이 통과될 때까지 국방의 책임을 지고 있었다.

### 창설과 공화국 시대

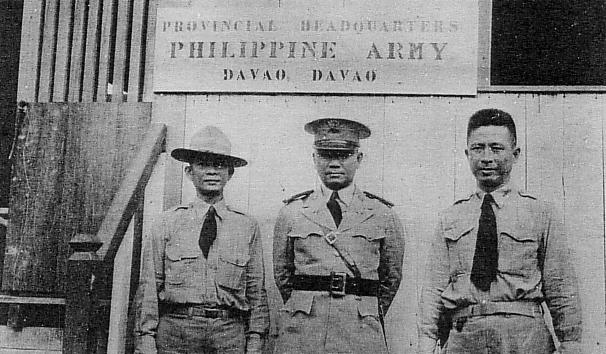
초창기 필리핀 공화국 군인

1935년 국방법에 따라 필리핀 군대는 1935년 12월 21일 이 법이 발효되면서 공식적으로 설립되었다. 퇴역한 더글러스 맥아더 장군은 필리핀의 창설과 훈련을 감독하라는 요청을 받았다. 맥아더 장군은 이 제안을 수락하고 필리핀의 야전 원수가 되었으며, 그 이후로는 다른 누구도 이 직책을 맡지 못했다. 그의 아내인 장 맥아더는 이 상황이 재미있다고 생각하며 남편이 미군에서 최고 계급을 유지하던 것에서 존재하지 않는 군대에서 최고 계급을 유지하게 되었다고 언급했다. 케손 대통령은 1936년 8월 24일 말라카냐 궁전에서 열린 시상식에서 맥아더 장군에게 야전 원수 칭호를 공식적으로 수여했습니다. 당시 맥아더는 금으로 만든 원수의 지휘봉과 독특한 제복을 입고 등장했다.
필리핀 육군은 해군 및 공군 자산을 육군 본부에 직접 보고하고, 이후 지상군의 일부인 필리핀 경찰대를 사단으로 포함시켰다. 1938년 경찰대는 군대에서 분리되어 국가 경찰력으로 재편성되었다.
섬 전역의 군대 행정은 열 개의 "군사 구역"으로 나뉘었다.
맥아더는 1940년 필리핀 해군이 부활하고 필리핀 육군 항공대(구 필리핀 경찰 항공대)가 창설되면서 필리핀 육군을 확장했지만, 1941년 12월 태평양 전쟁이 시작될 때 전투 준비가 되어 있지 않아 1941-42년 일본의 필리핀 침공을 물리칠 수 없었다.

### 제2차 세계대전

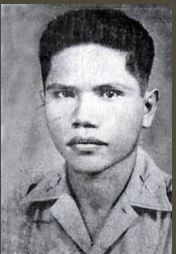
Captain Juan Pajota.

1940년부터 1941년까지 필리핀 군대의 대부분의 병사들은 미군 극동군(USAFFE)에 편입되었고, 맥아더가 사령관으로 임명되었다. USAFFE는 코레기도르 섬에 마지막 주둔지를 마련했으며, 그 후 일본군은 남아 있던 모든 필리핀군과 미군을 항복시킬 수 있었다. 필리핀군의 총사령부 설립은 점령 기간 동안 필리핀으로 이동했다. 침공에서 살아남았지만 일본군으로부터 탈출한 이들은 섬 전역에서 적군과의 전투를 계속하는 필리핀 영연방군의 인정받는 게릴라 부대와 지속적인 현지 군사력의 기초를 형성했다. 필리핀 경찰대는 해방 기간 동안 필리핀 군대 산하에서 활발히 활동했다.

### 독립이후
일본이 제2차 세계 대전에서 패배한 후, 필리핀은 1946년에 독립을 쟁취했다. (이것은 1898년 필리핀 독립 선언 이후 두 번째 독립이었다.).
전쟁 전 군사 지구는 1946년 군사 지역 사령부로 재편성될 때까지 잠시 동안 군대 관리에 사용되었다. 1947년, 현대 AFP는 필리핀 공군으로 PAAC이 업그레이드되면서 처음 등장했다.
1950년, 당시 국방부 장관이었던 라몬 막사이사이가 라몬 알카라즈 제독에게 미 해병대 조직을 연구하라고 명령한 후 필리핀 해군이 지휘하는 해군 보병 부대인 필리핀 해병대가 창설되었다. 알카라즈는 새로운 부대 창설을 권장하여 필리핀 해병대의 "아버지"라는 칭호를 얻었다.
1950년부터 1953년까지 한국 전쟁 동안 필리핀은 미국 주도의 유엔 사령부의 일원으로 한국을 침략한 북한 군대로부터 해방시키기 위해 필리핀 한국 원정군(PEFTOK)으로 알려진 다양한 AFP 대대를 한국에 파견했다.
이 기간 동안 AFP는 여전히 "후크"로 알려진 후크발라합의 다양한 요소들과 갈등을 겪었으며, 1930년 마르크스-레닌주의 파르티도 코무니스타 응 필리피나스(PKP-1930)의 무장 세력인 후크봉 마팍팔라야 응 바얀("인민해방군")으로 재건되었다. 이 갈등은 1954년에 사실상 끝났고, 후크는 라몬 막사이사이 대통령 재임 기간 동안 사용된 군대가 되었다.
1966년, 베트남 전쟁 동안 남베트남 국민들의 경제적, 사회적 여건을 개선하기 위해 AFP 대대도 남베트남에 파견되었다. 또한 AFP 부대도 동시에 스프래틀리 제도로 파견되었다.
1963년에는 여성 보조군단의 창설과 함께 최초의 여성들이 군대에 입대하게 됩니다.

### 계엄령
페르디난드 마르코스 대통령은 1965년 대통령이 되자마자 군대에 강한 개인적 영향력을 행사하고자 했으며, 대통령 재임 첫 13개월 동안 국방부 장관의 포트폴리오를 유지하며 학자들이 "국방 기관 내 후원 시스템"이라고 언급한 것을 발전시키고자 했다. 이 포트폴리오를 통해 그는 AFP의 지도부와 직접적인 상호작용을 할 수 있었고, AFP의 일상적인 운영에 관여할 수 있었다.
1972년 계엄령이 선포된 후 마르코스는 다비드 위원회 보고서에서 AFP를 자신의 "계엄법 집행자"이자 "정권의 중요한 지지자 중 하나"라고 불렀습니다. 1972년 계엄령이 발표되었을 때, 마르코스의 초기 임무 중 하나는 마르코스의 정치적 반대자들을 신속하게 체포하고 억제하는 것이었으며, 마르코스의 권력 장악력은 1986년 2월 군이 마르코스의 지지를 철회하면서 사실상 깨졌다. 안토니오 팔라데는 군대가 협력을 보장하기 위해 마르코스가 "군 조직을 확장하고 장군들이 충성심을 갖도록 후원해야 했다"고 지적합니다.
마르코스는 1971년 병력 57,100명에서 1976년 113,000명으로 97.89%가량 증원하여 5년 동안 크게 증가한 AFP의 대대적인 확장을 감독했다. 또한 1972년 8억 8천만 페소이었던 국방예산을 1976년 40억 페소으로 늘렸다. 마르코스는 또한 AFP가 해외에서 무기, 탱크, 장갑차, 선박, 군함, 항공기를 현지에서 자체적으로 제작할 수 있도록 하는 AFP 자주국방태세(Self Reliance Defense Posture, SRDP) 프로그램을 도입했다. 여기에는 1972년 마르코스의 아들 이름을 딴 봉봉 II MLRS를 시험한 필리핀 해군의 '산타바바라 프로젝트'가 포함되었다. 그러나 이 프로젝트는 마르코스 행정부가 끝나기 전에 중단되었다.
군대는 국방의 임무 외에도 많은 기능을 부여받았다. 여기에는 옥수수와 쌀과 같은 주요 제품에 부과되는 가격 통제의 실행을 지원하고, 국가 옥수수 조달 프로그램의 규칙을 시행하며, 농촌 및 정부 은행 대출금 회수를 지원하고, 농업 개혁법을 시행하며, 무허가 총기 수집 및 통행 금지를 시행하고, 파업, 집회 및 기타 시위를 진압하는 등의 다양한 경찰 기능이 포함되었다.
마르코스는 AFP 참모총장, AFP 참모차장, 필리핀 육군 사령관, 필리핀 경찰청장, 4개 경찰서 구역의 지휘관, 그리고 PC의 모든 주 지휘관의 3분의 1을 포함한 AFP의 25명의 기함 장교 중 14명을 강제로 퇴역시키면서 "군 역사상 가장 큰 개편"을 단행했다. 라몬 알카라즈 준장과 같은 마르코스에 비판적인 다른 주요 장교들은 군을 떠날 수밖에 없었다. 그 대신 마르코스는 자신의 고향 지역인 일로코스에서 온 장교들을 임명했으며, 그 중 가장 중요한 장교들은 마르코스에 대한 가족적 및 지역적 충성심을 보장했다.
가장 두드러진 임명 중에는 1965년 대통령 경호 사령부 사령관으로 파비안 베르 장군이 임명되었고, 1970년부터 1986년까지 국방부 장관으로, 1981년에는 국방부 장관으로, 필리핀 경찰청장으로 피델 라모스 장군이 임명되었으며, 이후 1981년부터 1986년까지 군대 부청장으로 임명되었다.
마르코스에 충성하는 장군들은 예상 퇴직 연령을 초과하여 직위에 머물거나 민간 정부 직책을 받는 것이 허용되었다. 이로 인해 AFP 중간 계급의 사기가 떨어졌는데, 이는 승진이 크게 둔화되고 많은 장교들이 그렇지 않았을 때보다 훨씬 낮은 계급으로 은퇴하게 만들었기 때문입니다.
불만을 품은 장교들로 구성된 여러 카발이 결국 AFP의 중간 계급, 특히 1980년대 초의 군대 개혁 운동에서 형성되었다.
따라서 마르코스 행정부는 민간 우월주의와 전문성이라는 전통적인 가치 측면에서 AFP의 쇠퇴를 초래한 것으로 여겨지며, 1990년 다비데 위원회와 2003년 펠리시아노 위원회의 권고에 따라 이후 행정부에서 보안 부문 개혁이 필요하게 되었다.
민간 및 군사 역사가들은 모두 국제앰네스티와 같은 국제 감시 기관에 의해 기록된 바와 같이 마르코스 행정부 동안 "군대에 의한 인권 침해가 만연해졌다"는 데 동의합니다. 이러한 보고된 사건에서 자주 언급되는 부대로는 메트로콤 정보보안그룹(MISG)과 필리핀 경찰의 제5경찰보안부대(5CSU), 필리핀 정보국 군대(ISAFP) 등이 있다. 대통령 경호 부대와 국가정보보안국(NISA)도 이러한 활동을 도운 혐의로 기소되었다. 인권 침해 외에도 이 부대들은 언론 기관, 기업 경영진, 그리고 야당 단체를 협박, 협박, 폭력으로 괴롭힌 혐의로 기소되었다.
마르코스 행정부는 또한 이후 행정부를 계속 괴롭혔던 최소 두 번의 장기적인 갈등의 시작을 알렸습니다: 모로 분쟁과 신인민군 분쟁.
모로 분쟁은 1968년 자비다 학살 소식에 대응하여 무슬림 독립운동과 방사모로 해방기구와 같은 단명한 단체들이 결성되면서 본격적으로 시작되었으며, 1972년 모로 민족 해방 전선이 형성되면서 많은 세력이 통합되었다.
한편, 필리핀 공산당(CPP)은 1968년에 창당되었고, 1969년에 창당된 신인민군(NPA)은 전국적으로 20만 명의 강력한 세력으로 성장했다.

### EDSA 혁명
1986년 필리핀 대통령 선거에서 흔히 선거 사기로 여겨졌던 사건으로 인해 1986년 2월은 불확실한 시기였다. 보이콧 운동과 대규모 민간인 시위 계획이 시행되었다.
혼란 속에서 당시 국방부 장관이었던 후안 폰세 엔릴이 이끄는 군대 개혁 운동은 마르코스에 대항하여 군사 쿠데타를 일으키기로 결정했다. 그러나 음모는 밝혀졌고, 관련된 군대는 케손 시의 캠프 아기날도에 갇히게 되었다. 그들은 이웃 캠프 크레이에서 필리핀 경찰청장이자 AFP 참모차장인 피델 V. 라모스 장군의 지원을 요청하고 받았지만, 라모스의 망명에도 불구하고 그들의 군대는 두 이웃 캠프에 갇히게 되었다.
마닐라의 가톨릭 대주교인 하이메 신은 라디오 베리타스에 출연하여 사람들에게 두 진영 사이의 에피파니오 데 로스 산토스 애비뉴 구간으로 가서 반군을 보호할 것을 촉구했다. 이미 민간 단체들이 선거 결과와 관련하여 대규모 시위를 계획하고 있었기 때문에 많은 군중이 모여 마르코스 군대가 아기날도와 크라메 캠프를 공격하는 것을 막을 수 있었다. 피플 파워 혁명으로 알려지게 된 이 민간 봉기로 인해 AFP의 여러 부대가 캠프와 그들을 보호하는 민간인에 대한 발포 명령을 거부하고 마르코스를 권력에서 제거하게 되었다. 그 후 코라존 아키노가 필리핀의 새 대통령으로 취임했다.
2월 26일 자정 직후, 피델 라모스가 지휘하는 군대 트럭 다섯 대가 페르디난드 마르코스가 떠난 후 말라캉 궁전을 확보하기 위해 말라캉 궁전에 도착했다. 여러 사람들이 이곳에 들어와 마르코스의 통치가 끝났음을 알렸고, 1년 후인 1987년에 새로운 헌법이 제정될 때까지 궁전을 필리핀 임시 정부의 통제 하에 두었다.

### 20세기 후반
코라존 아키노 행정부 시절, 대부분의 군 부대는 그녀가 전 독재자에게 충성을 유지하던 군사 파벌이나 군대 개혁 운동에 의해 다양한 쿠데타 시도를 처리하면서 그녀에게 충성을 유지했다. 1989년 그녀에 대한 쿠데타 시도 중 가장 유혈이 낭자했던 쿠데타 시도는 미국의 도움으로 무산되었다.
1989년 쿠데타 시도 이후 아키노 대통령은 일련의 쿠데타 시도를 조사하고 전체 보고서를 제공하기 위해 힐라리오 다비데 주니어 COMELEC 위원장을 위원장으로 하는 사실조사위원회를 설립했다. 다비데 위원회 보고서는 민간 국가 경찰력 설립, 군 부패 단속, 임명직 공무원에 대한 성과 검토, 군 승진 과정에서의 개혁, 1992년 대통령 선거에 맞춘 선거법 검토, 1992년 재선 출마 여부에 대한 아키노 측의 결정적인 성명 등 여러 단기 및 장기 대응책을 권고했습니다. 보고서 권고안 발표는 필리핀 보안 부문 개혁의 핵심 출발점 중 하나로 꼽힙니다.
AFP는 그녀의 임기 동안 잠시 휴식을 취한 후 CPP-NPA에 반대하는 대규모 캠페인을 시작했으며, 남쪽의 모로 민족 해방 전선(MNLF)에도 반대했다.
1991년, AFP의 주요 서비스가 4개에서 3개로 축소되었다. 이는 법 집행과 범죄 억제를 담당하는 AFP의 주요 서비스인 필리핀 경찰(PC)이 필리핀의 통합 국가 경찰(PC)과 공식적으로 합병되어 필리핀 경찰이 되었다. 이는 PC에 소속된 도시와 지방 자치 단체에 대한 국가 경찰력으로, AFP 통제에서 제외되었고 의회에서 통과된 법률에 의해 민간화되어 행정 및 지방 정부의 산하가 되었다.

### 현대사
2000년 조셉 에스트라다 대통령의 명령에 따라 AFP는 민다나오를 독립 국가로 선포하려는 MNLF의 분리 독립 단체인 모로 이슬람 해방 전선에 대한 전면 공세를 시작했습니다. AFP는 7월 9일 MILF의 주요 본부인 캠프 아부바카르를 점령하는 데 성공했다.
AFP는 2001년 이틀간의 에드사 도스 피플 파워 반란에서 중요한 역할을 했습니다. 혁명은 에스트라다를 권력에서 제거하고 당시 부통령이었던 글로리아 마카파갈 아로요를 대통령으로 임명했다.
필리핀 군대는 2001년부터 테러와의 전쟁을 지원하는 데 적극적으로 나서고 있으며, 이후 민다나오의 테러 단체를 공격하고 있다. 2012년 AFP 참모총장은 장기간에 걸쳐 군인 수가 증가하지 않았으며, 군부는 3년 동안 3만 명의 병력을 고용하는 것을 목표로 하고 있다고 밝혔다.
2013년, AFP는 단명했던 방사모로 공화국의 독립을 선언한 모로 민족해방전선의 잠보앙가 시 공격을 성공적으로 진압했다.
2014년 방사모로에 관한 포괄적 협정이 체결된 후, AFP는 MILF와의 정상화 과정에서 중요한 역할을 해왔다. 여기에는 "MILF 전투원들과 그들의 무기를 해체하고 여러 캠프를 생산적이고 탄력적인 공동체로 전환하는 것"이 포함됩니다. 또한, 방사모로의 평화를 추구하기 위해 필리핀 국가 경찰 및 MILF-방사모로 이슬람 무장 세력(BIAF)과 긴밀한 협력 관계를 발전시켰다.
2016년 AFP는 2월, 5월 말에서 6월 초, 그리고 2016년 11월에 부티그에서 마우테 그룹과 충돌했다.
2017년 5월 로드리고 두테르테 대통령 하에서 AFP는 마라위를 탈환하기 위한 5개월간의 포위 공격에서 필리핀에 거점을 마련하려는 ISIS 무장 세력의 시도를 저지했다. AFP는 두테르테 대통령에게 216호 선포에 따라 계엄령을 선포할 것을 촉구했다. 또한 AFP와 NTF-ELCAC는 공산주의 반란에 반대하는 두테르테의 강화된 캠페인의 최전선에 있었고, 두테르테 대통령 임기 동안 AFP는 NPA 게릴라 전선을 89개에서 23개로 줄였다고 보고했으며, 25,000명 이상의 "지하 운동의 회원, 지지자, 동조자" 중 2,000명만이 남아있었다.
2024년 NPA의 현역 공산주의 반군 수는 1,500명으로 최저치를 기록했으며, AFP는 연말까지 이들을 무력화하는 것을 목표로 하고 있다. 이에 따라 봉봉 마르코스 정부 하에서 AFP는 내부 위협에 대처하는 것에서 필리핀 영토를 중국의 서필리핀해 침범과 같은 외부 위협으로부터 방어하는 쪽으로 초점을 전환하고 있다.

## 개혁과 군 현대화
AFP는 필리핀의 보안 부문 거버넌스와 개혁의 초점이 되는 "핵심 보안 행위자" 중 하나로, 필리핀 정부의 보안 기관들이 좋은 거버넌스와 인권, 정보의 자유, 민법 지배와 같은 원칙에 부합하도록 민간화, 전문화, 현대화, 역량을 갖추는 것을 포함합니다. 이는 1986년 피플 파워 혁명 이후 필리핀 제5공화국이 수립된 이후 1990년대에 개념이 국제적으로 완전히 정의되기 전까지 계속된 과정입니다.

### 문민화
군대에 대한 민간 통제권을 주장하는 필요성은 1986년 피플 파워 혁명으로 페르디난드 마르코스가 축출되자마자 거의 해결되기 시작한 개혁 의제였습니다. 마르코스가 축출된 지 1년 만에 1987년 필리핀 헌법은 군대에 대한 민간 우월주의 원칙을 담고 있었다. 1980년대의 다양한 쿠데타 시도 이후, 다비드 위원회의 권고 사항에는 필리핀 경찰대를 AFP 산하의 서비스로 해체하는 것이 포함되었고, 그 결과 민간 필리핀 경찰대가 창설되었습니다. 1998년, 필리핀 해안경비대의 민간 성격을 주장하고 필리핀 해군에서 교통통신부(DOTC)로 이관하는 행정명령 475호와 477호가 피델 라모스 대통령에 의해 서명되었다.
2013년 12월 필리핀 국가안보검토국 국방대학 논문에서 로델 크루즈 전 국방부 차관은 보안 부문 개혁에 따라 주목해야 할 민간화의 몇 가지 측면을 다음과 같이 지적했다:
- 국방 관리를 위한 민간 역량 강화
- 보안 부문 개혁을 지지하는 적극적인 선거구 설립
- 신중한 예산 준비 및 집행
- 지역 방위 산업 지원
- 지능적이고 일관된 정책 개발 및 실행; 그리고
- 업데이트된 국방법의 통과.

### 현대화
1995년 2월 23일 피델 V. 라모스 대통령이 승인한 공화국법 제7898호는 주권을 유지하고 필리핀 공화국의 유산을 보존하기 위한 헌법적 의무를 효과적이고 완전히 이행할 수 있는 수준으로 AFP를 현대화하는 것을 국가의 정책으로 선언하고, 2010년까지 15년 동안 이를 달성하기 위해 구체적인 조치를 취하도록 명령했다. 2012년 12월 11일 베니그노 아키노 3세 대통령이 승인한 공화국법 제10349호는 RA7898을 수정하여 2027년까지 15년 더 지속되는 수정된 AFP 현대화 프로그램을 수립하도록 했습니다. 이 법에는 AFP의 모든 지부에 장비를 확보하기 위한 새로운 조항이 포함되었다.